# Escharen
Escharen est une localité de la commune néerlandaise de Grave dans le nord-est de la province de Brabant-Septentrional. Le nom populaire est Esteren. Le 1er janvier 2007, Escharen compte 1 139 habitants.

## Histoire

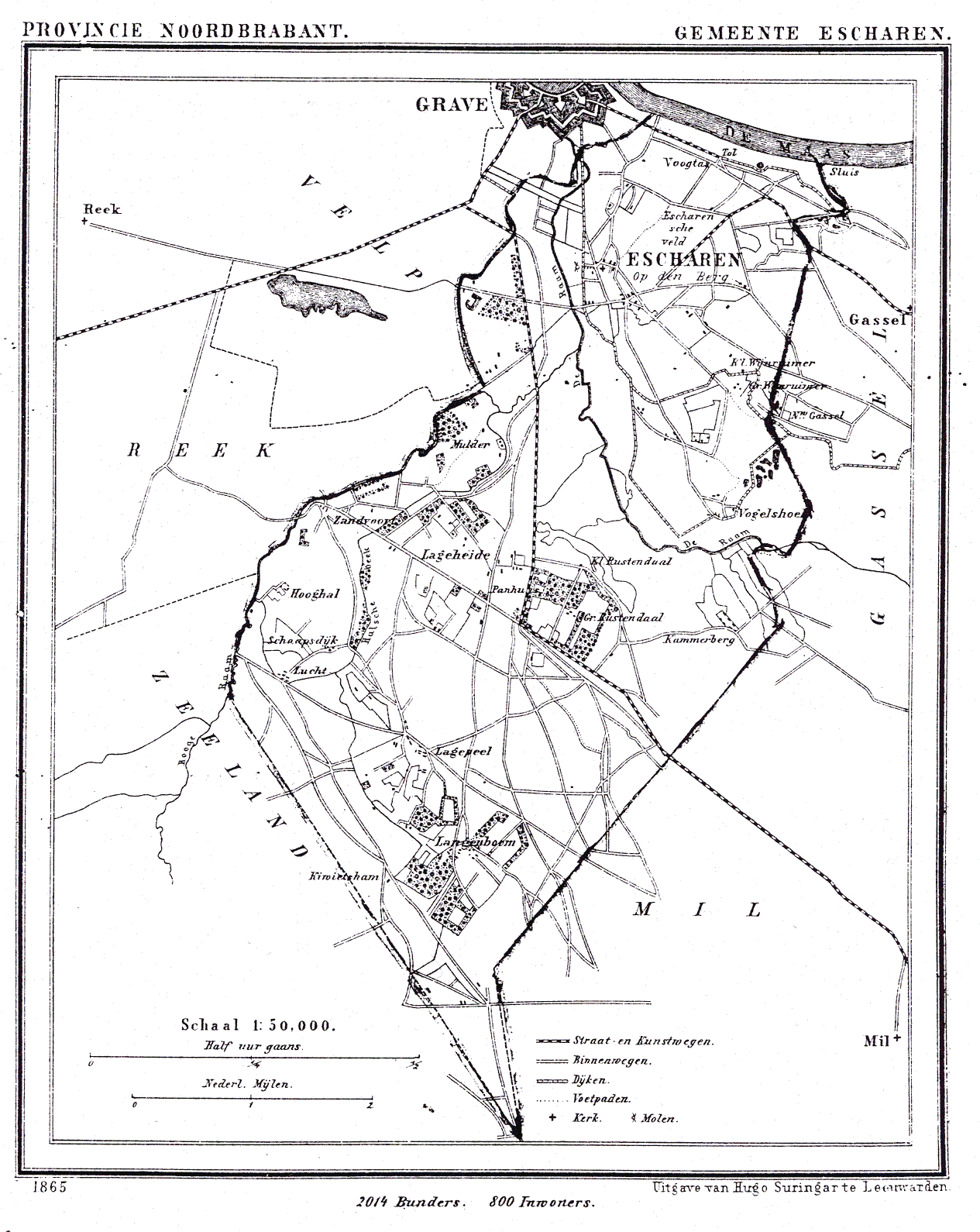
Escharen en 1865

Escharen est un petit village agricole situé sur un petit tertre sablonneux entre la Meuse et le vallon du Raam. Il ne s'est développé qu'au XXe siècle, avant lequel il n'existait que quelques maisons regroupées autour de son église. En 1942, l'ancienne commune d'Escharen, qui comprenait aussi Langenboom, est coupée en deux : Escharen est rattaché à la commune de Grave, et Langenboom à la commune de Mill en Sint Hubert.

## Étymologie
Au Moyen Âge, on améliorait la qualité du fumier en le mélangeant avec de la tourbe, qui contient du sable. Ainsi les champs se sont formés à travers les siècles avec une couche d'humus noir. Un tel champ s'appelle Es ou Esch, d'où le nom Escharen.

## La paroisse
Escharen est très tôt une paroisse indépendante. Des archéologues ont récemment pu dater la première église d'Escharen, une église de bois des environs de l'an 1000, remplacée au XIIe siècle par un bâtiment en tuf et refaite en brique vers 1250. Cette église est dédiée à Saint Lambert. L'église a brûlé au moins quatre fois au XIVe siècle.
Après la Paix de Munster l'église devient un temple protestant et les catholiques tiennent leur culte dans une grange, qui devient lieu de pèlerinage de Saint Machutus, (saint Maclou, saint Malo, apôtre de la Bretagne). La grange-église brûle en 1794. Le temple, presque ruiné pendant le siège de Grave en 1674, redevient église catholique en 1799; puis la grange-église est rénovée. En 1809 on y ajoute une tour. L'église actuelle néo-gothique Saint Lambert est construite en 1863-1864 à côté de la grange-église qu'elle remplace. On y vénère toujours Saint Machutus.

## Le trésor d'Escharen
En 1897 on trouve à Escharen pas loin de la Meuse un pot contenant 66 pièces d'or. D'abord, la trouvaille est déclarée un faux par deux professeurs français, mais il s'avère qu'ils étaient impliqués dans une querelle. Soixante  ans plus tard, un autre professeur français, Jean Lafaurie, réhabilite le trésor qui date de 600 - 610. Le trésor consiste en 11 solidi de 4,5 grammes et 55 trientes (1/3 d'un solidi), des espèces rares d'une époque peu connue. Il y a entre autres des pièces provenant de Cologne, Tiel, Nimègue, Maastricht et Huy, mais aussi de Viviers, Uzès, Arles et Marseille. Le trésor confirme l'existence d'une route commerciale de la Méditerranée par le Rhône, la Saône et la Meuse.
On trouve une liste des pièces dans Le catalogue des monnaies mérovingiennes .

## Galerie de photos

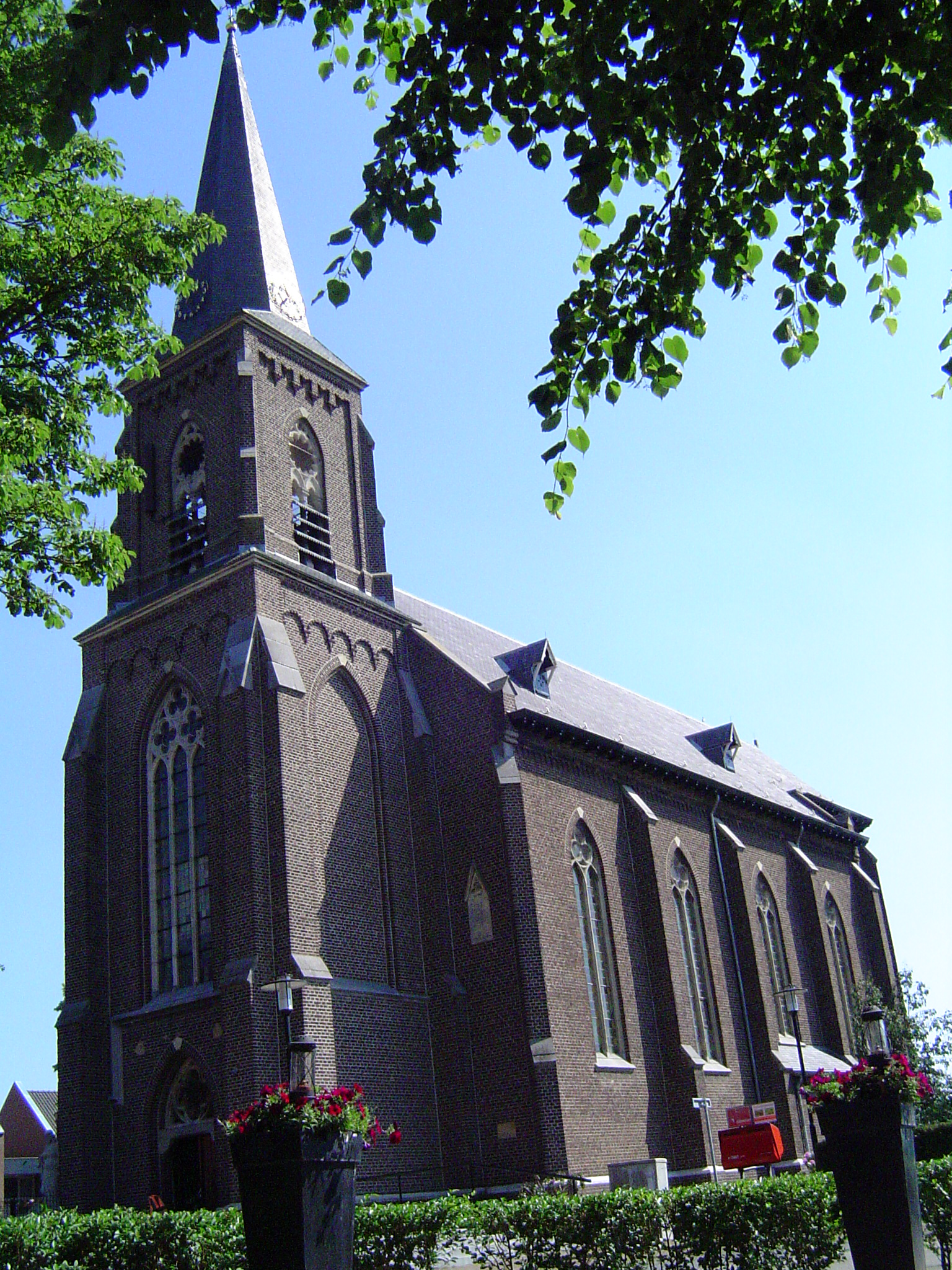
Escharen, l'église
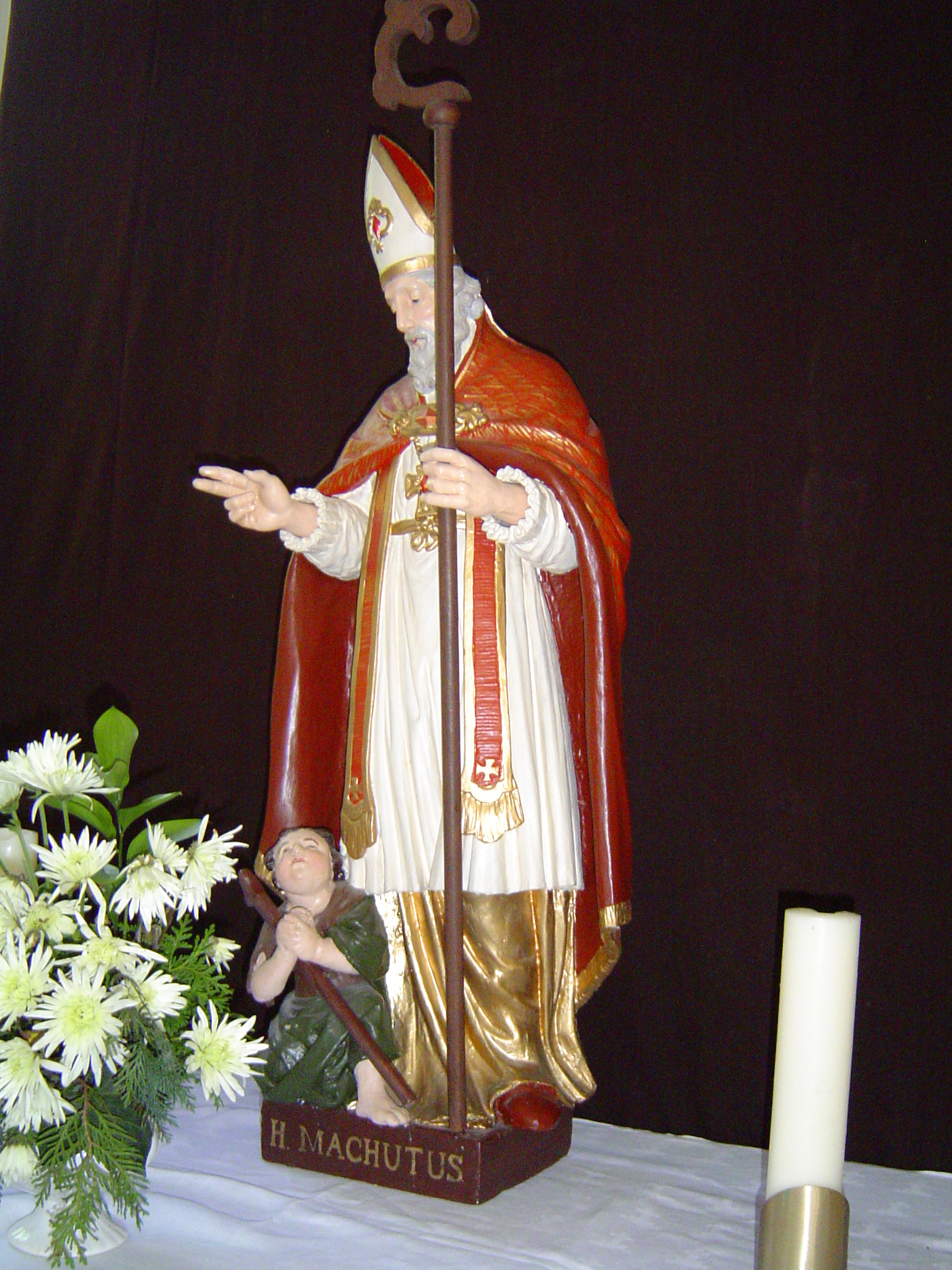
Escharen, statue du Saint Machutus
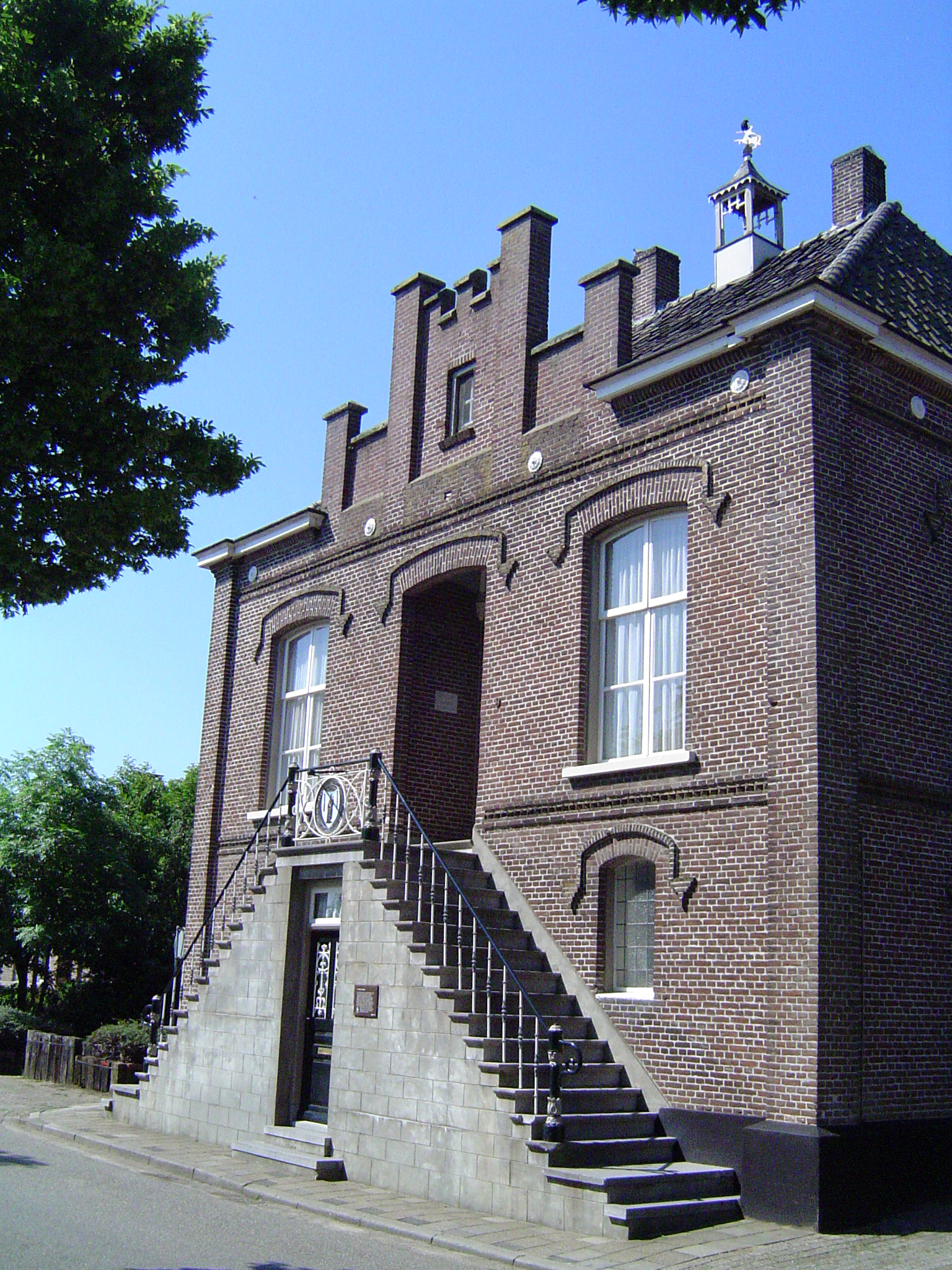
Escharen, l'ancienne mairie
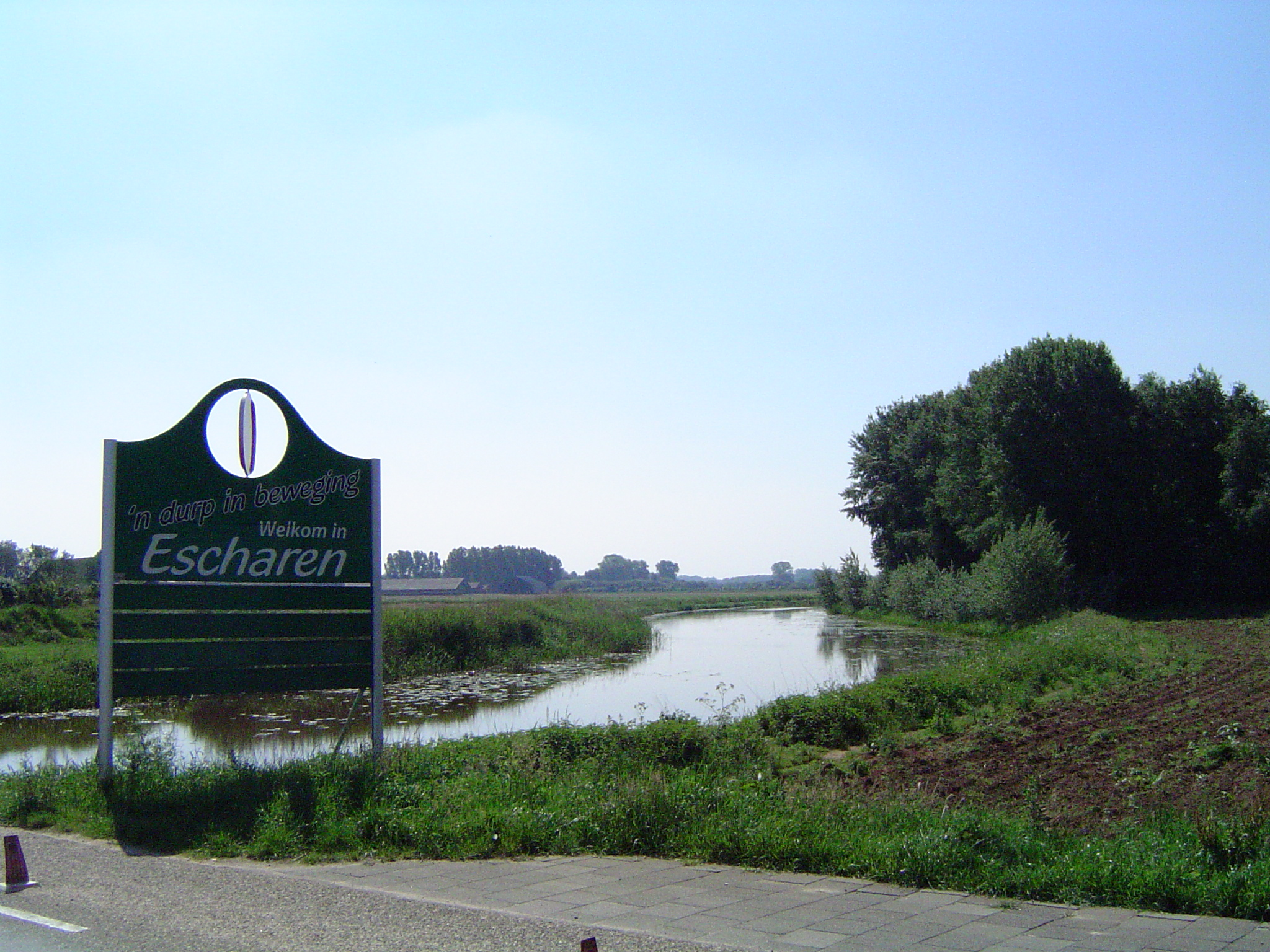
Le Raam à Escharen
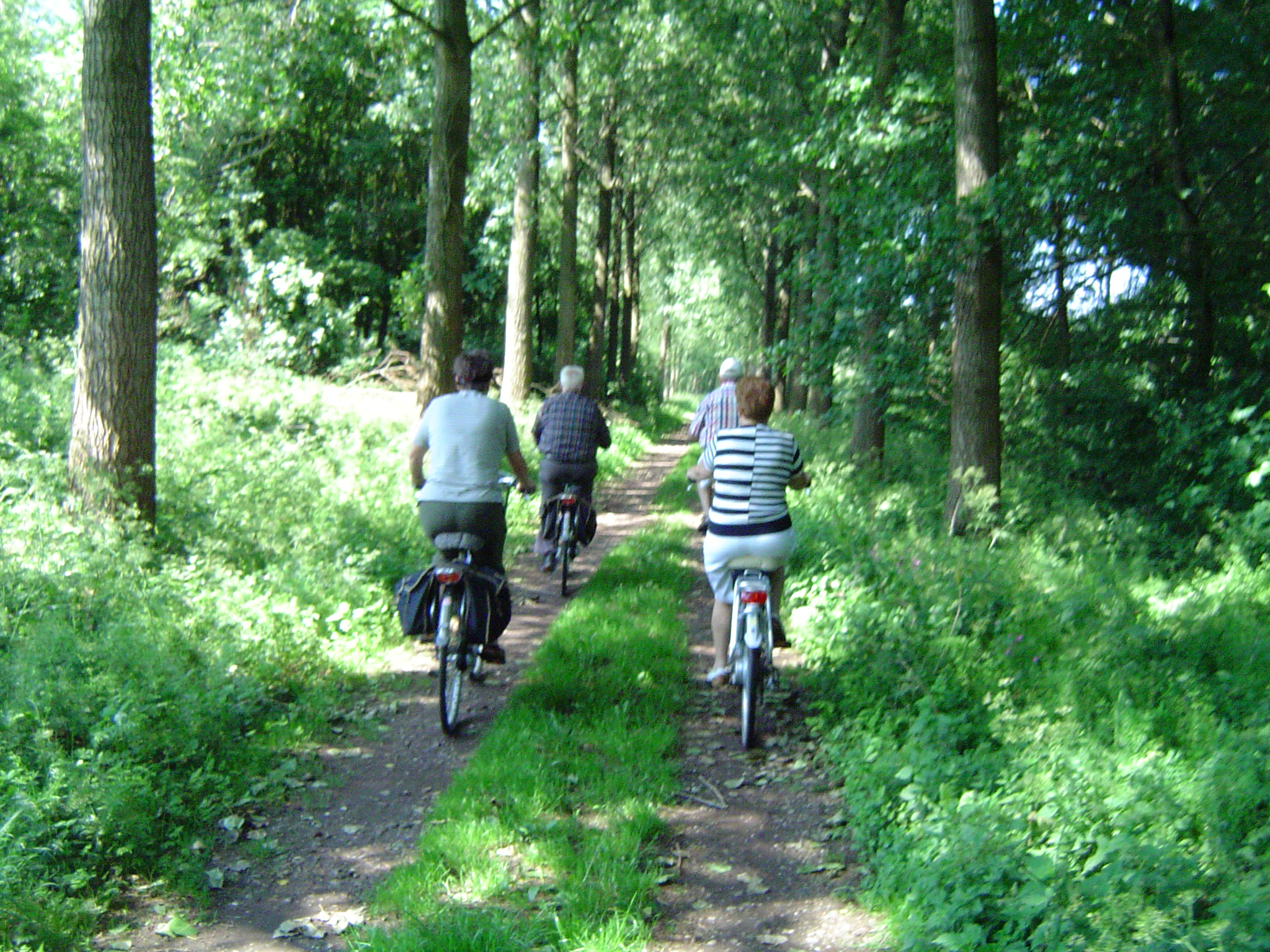
Escharen, cyclotourisme
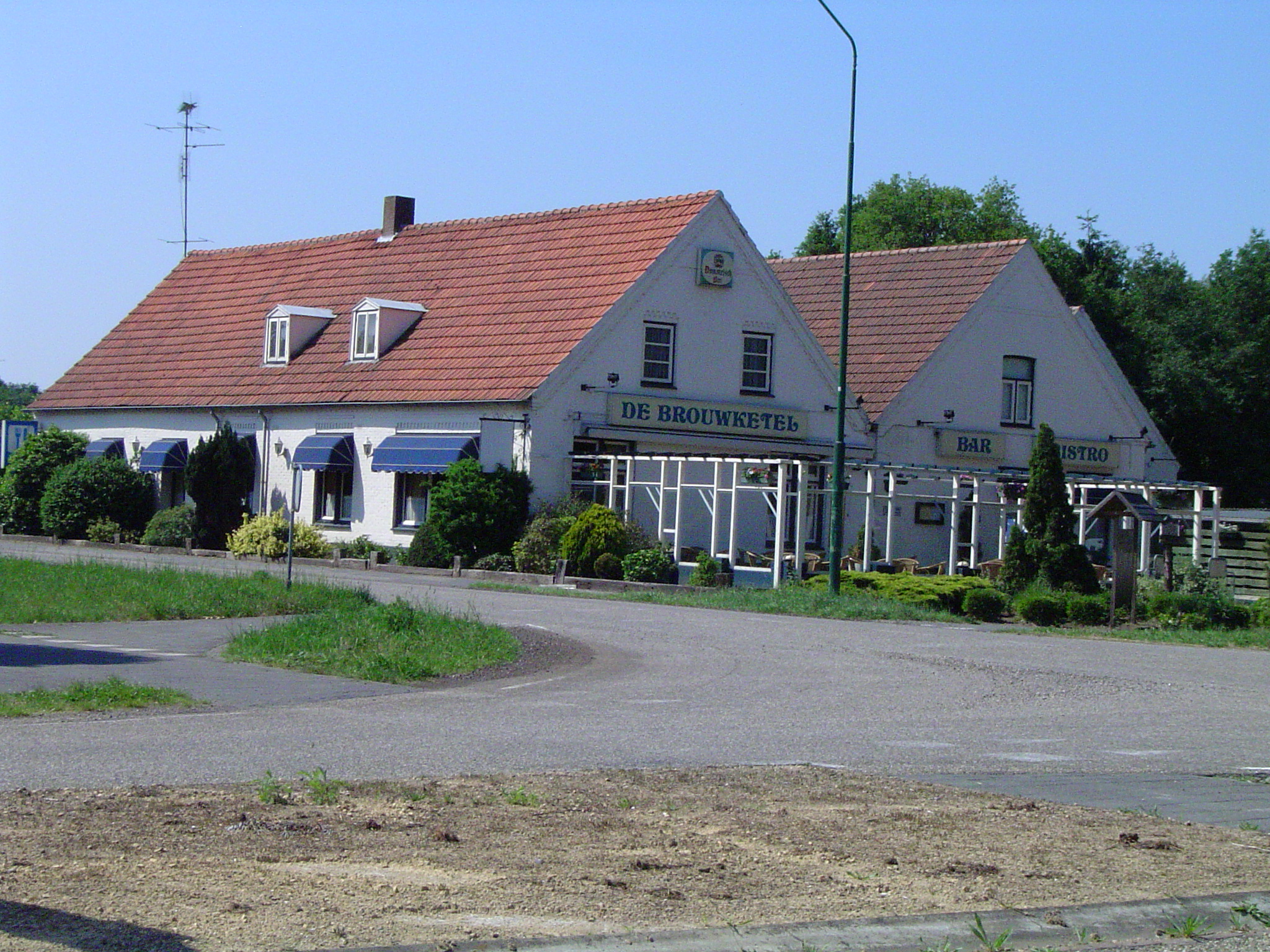
Escharen, ancienne brasserie
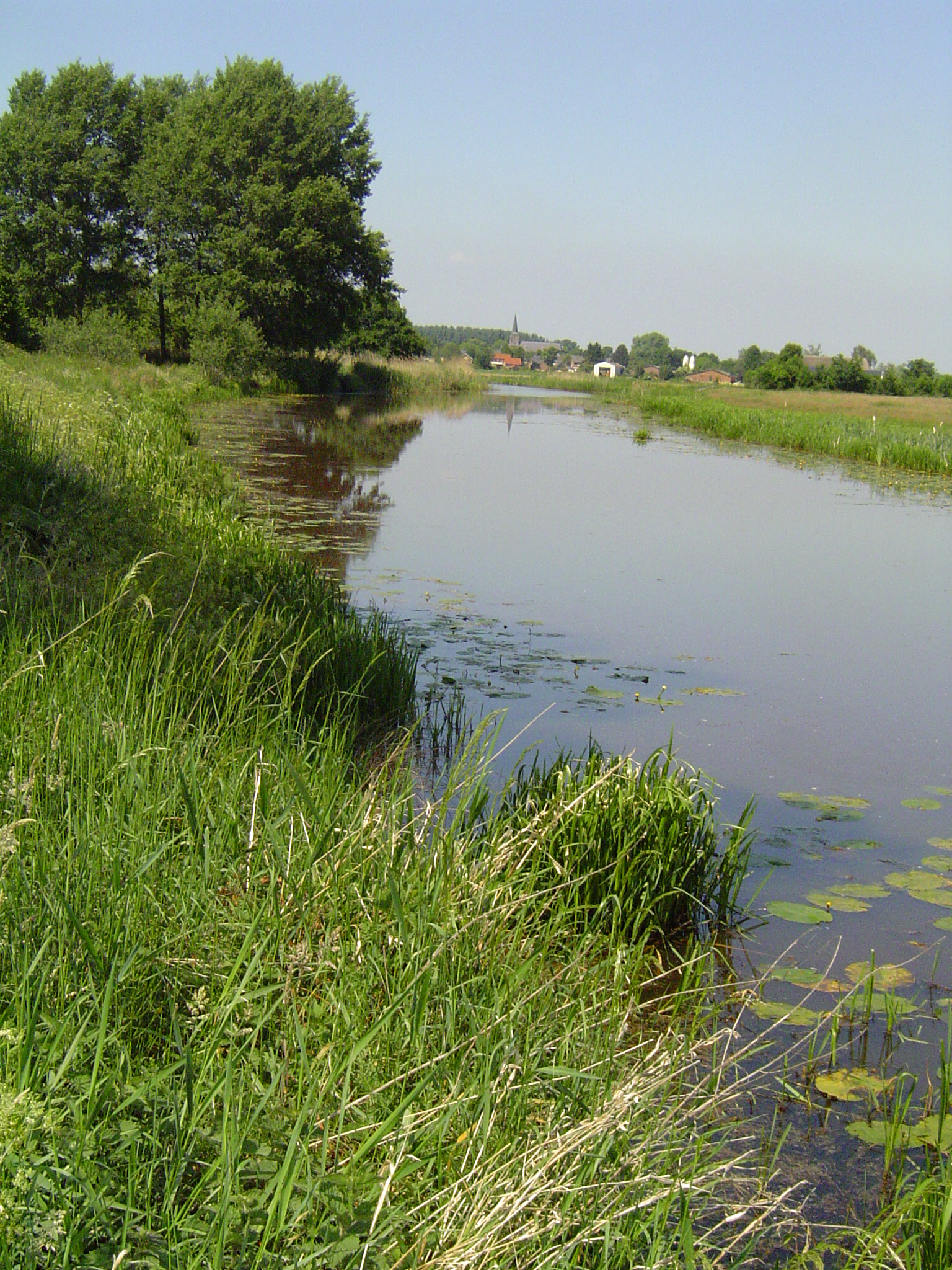
Le Raam en amont d'Escharen